# استاربرست
استاربرست (انگلیسی: Starburst) (در ابتدا با نام اوپال فروتس (انگلیسی: Opal Fruits) شناخته می‌شد) نام تجاری یک آبنبات تفی نرم و با طعم میوه است که توسط شرکت ریگلی (که امروزه یکی از زیرمجموعه‌های مارس اینکورپوریتد است) ساخته می‌شود.